# Менгарди, Джованни Баттиста
Джованни Баттиста Менгарди, или Джамбаттиста Менгарди (итал. Giovanni Battista Mengardi, Giambattista Mengardi; 7 октября 1738, Падуя — 28 августа 1796, Венеция) — итальянский живописец и реставратор картин венецианской школы живописи.

## Биография
Джованни Баттиста начал обучение рисунку и живописи в Падуе; продолжил в Венеции, где смог учиться у знаменитогo Джамбаттисты Тьеполо, который только что вернулся из Вюрцбурга. Затем он стал членом «Братства живописцев» (Fraglia dei Pittori) в Падуе, где создал свою первую крупную работу: украшения в епископальной капелле в честь беатификации кардинала Грегорио Барбариго (1761, позднее утраченные). Он оставался в Падуе до 1767 года. В том же году, написав несколько фресок в Палаццо Мальдура, он уехал в Венецию, где поступил в Академию изящных искусств.
В 1776 году Менгарди стал профессором Академии. Два года спустя он был назначен инспектором Совета десяти, заменив скончавшегося Антонио Марию Дзанетти, и ему было поручено вести перепись живописных работ, выставленных на всеобщее обозрение. В следующем году его обязанности были разделены, и Пьетро Эдвардс был назначен ответственным за сохранность и реставрацию картин.
В 1787 году Джованни Баттиста Менгарди расписывал плафоны в четырёх комнатах Палаццо Приули в Каннареджо композициями на мифологические сюжеты. В церкви Сант-Андреа в Падуе он расписал потолок сценой Апофеоза Святого Андрея. Его последние крупные заказы были выполнены между 1792 и 1793 годами: фреска плафона в Палаццо Барбариго-делла-Терацца, изображающая Вулкана, передающего меч Энея Венере, и фреска гризайлью с имитацией рельефа в Палаццо Беллавите-Баффо.

## Галерея

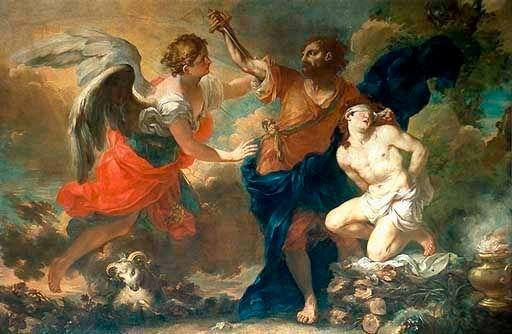
Жертвоприношение Авраама. До 1796
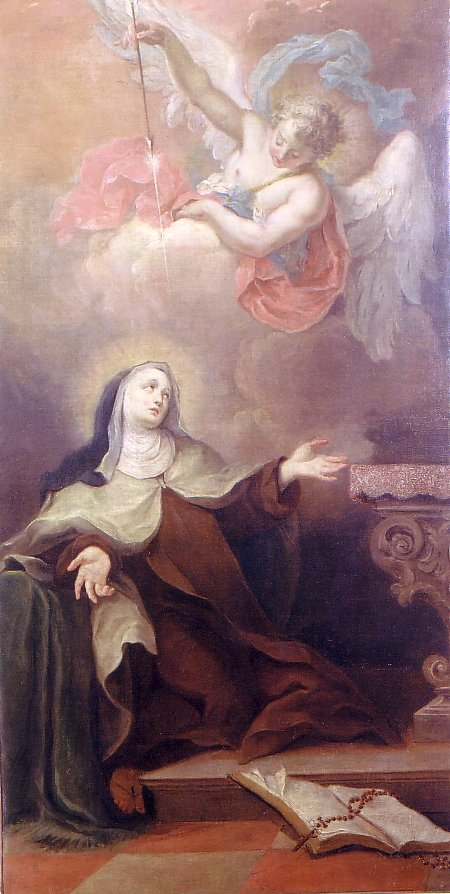
Экстаз Святой Терезы Авильской
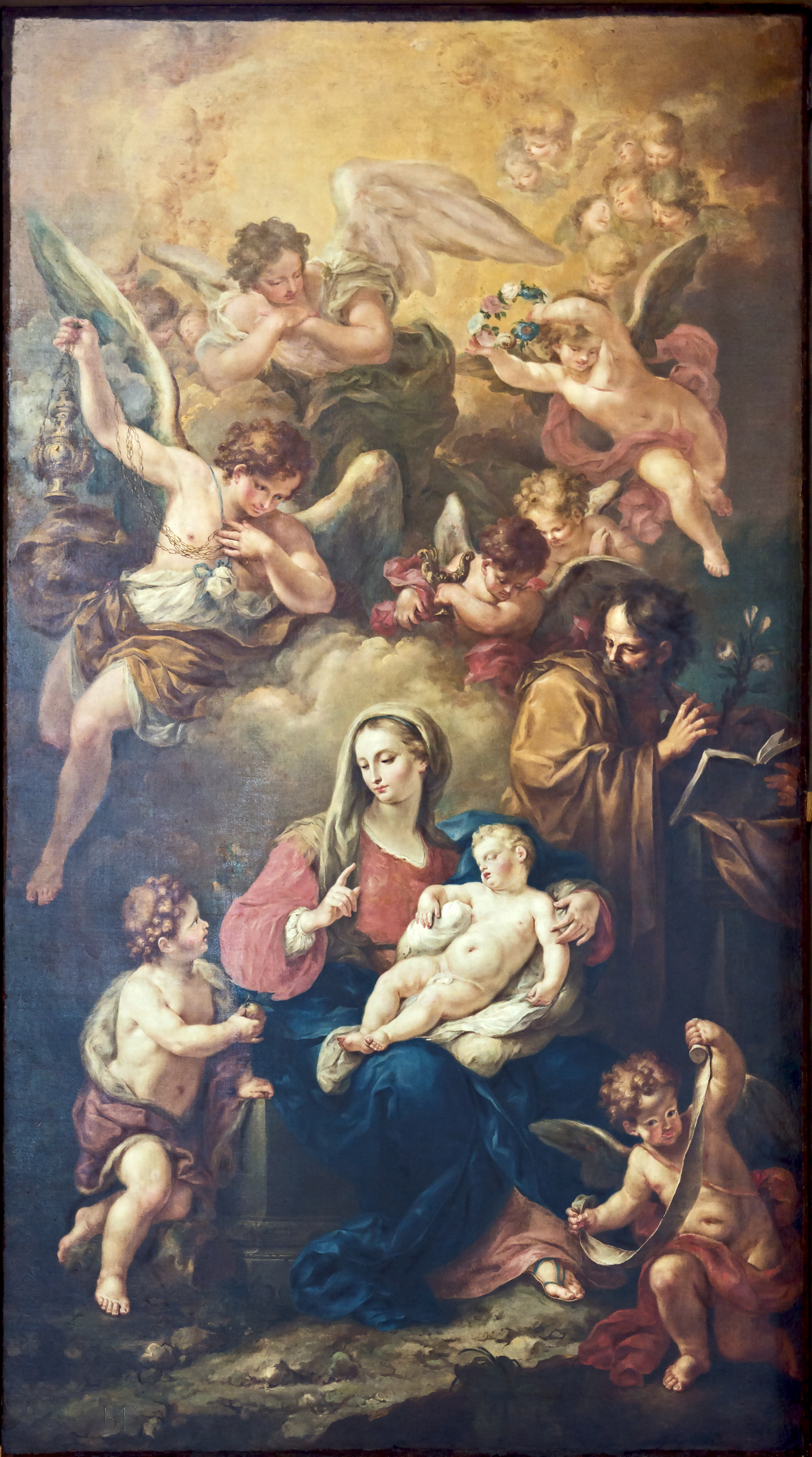
Святое семейство. Церковь Сан-Джеремия, Венеция
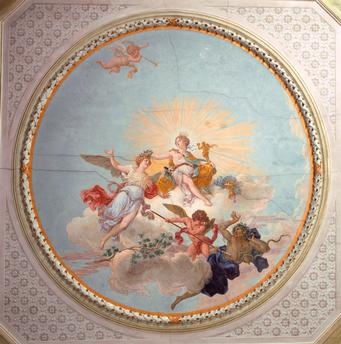
Аллегория добродетелей